# Střelba v Petřvaldu
Střelba v Petřvaldu byl útok aktivního střelce, který se odehrál 8. března 2009 v jednu hodinu ráno středoevropského času v restauraci Sokol v Petřvaldu v okrese Karviná. 42letý Makedonec Raif Kačar zastřelil čtyři lidi, kteří v podniku slavili narozeniny jedné z pozdějších obětí, a poté se pokusil o sebevraždu. Motivem byly osobní spory. Použitá zbraň byla držena nelegálně. Jednalo se o první masovou střelbu (tj. střelbu se 4 a více mrtvými) v moderní historii samostatné ČR.
V noci ze soboty na neděli zhruba v jednu hodinu v noci vstoupil do restaurace Sokol Makedonec Raif Kačar. Tou dobou se v restauračním zařízení nacházelo deset osob, které byly na oslavě padesátin. Ihned po vstupu začal pachatel po osazenstvu střílet. Dle policie útočník své oběti na místě doslova popravoval. Střelbu nepřežily čtyři osoby – jeho bývalá přítelkyně, její padesátiletý otec, její matka a současný přítel jeho bývalé přítelkyně.
Útočník zemřel v ostravské nemocnici na následky zranění o čtyři dny později, 12. března 2009.